# Bengalla bertmaini
Bengalla bertmaini är en spindelart som beskrevs av Gray och Thompson 200. Bengalla bertmaini ingår i släktet Bengalla och familjen Ctenidae.
Artens utbredningsområde är Western Australia. Inga underarter finns listade.